# Lijst van machthebbers in 509 v.Chr.
In 509 v.Chr.  waren onderstaande personen in machtsposities.

## Afrika

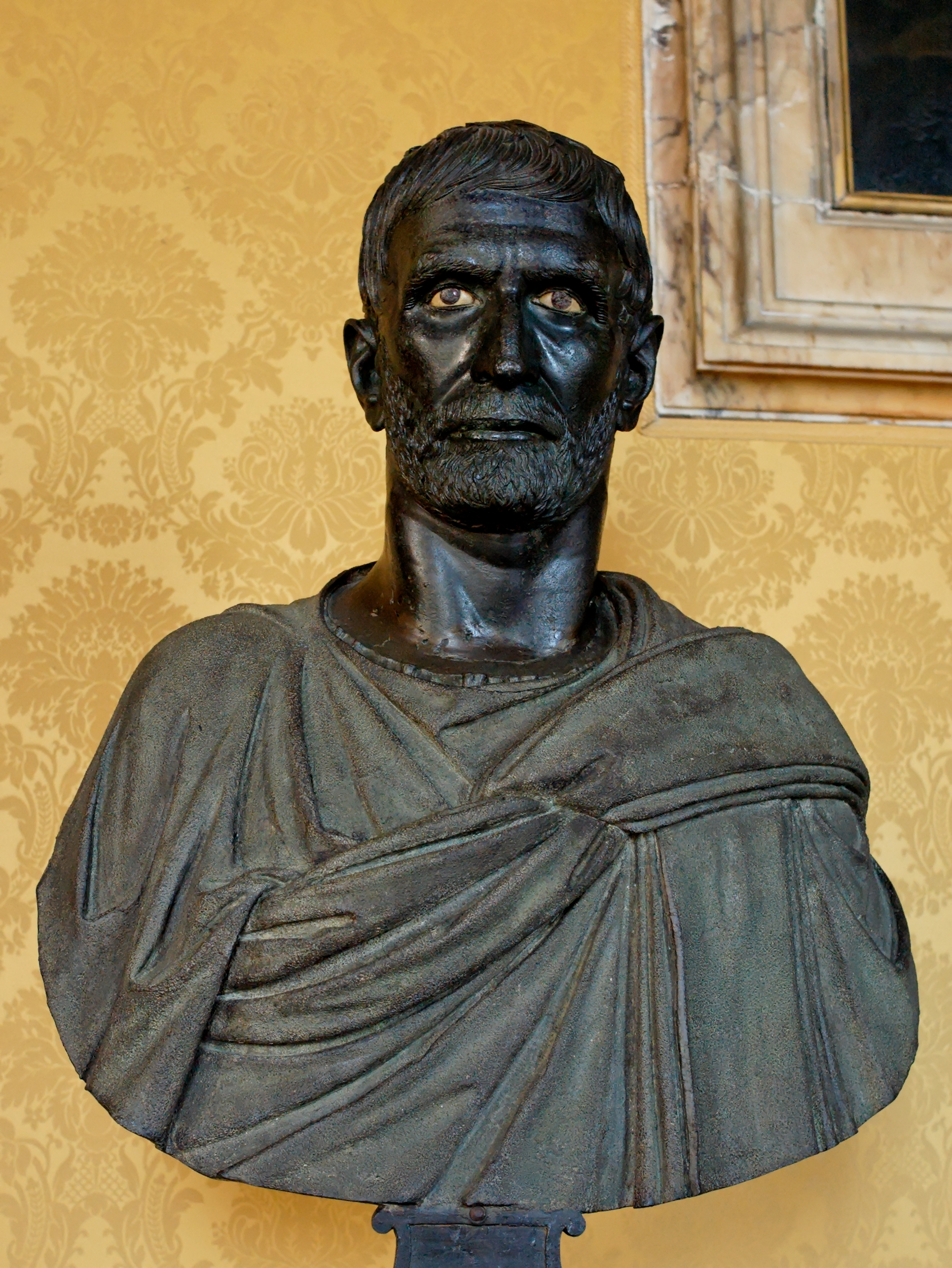
Capitolijnse Brutus, portret van Lucius Iunius Brutus

| Land     | Positie           | Dynastie     | Machthebber       | Tijdvak          |
| -------- | ----------------- | ------------ | ----------------- | ---------------- |
| Carthago | Koning            | Magoniden    | Hamilcar I        | 510 - 480 v.Chr. |
| Cyrene   | Koning            | Battiaden    | Battus IV         | 515 - 465 v.Chr. |
| Egypte   | Koning van Egypte | 27e dynastie | Darius I (Perzië) | 522 - 485 v.Chr. |
| Koesj    | Koning            | Meroe        | Amaniastabarqa    | 510 - 487 v.Chr. |

## Azië
| Land                 | Positie           | Dynastie      | Machthebber   | Tijdvak          |
| -------------------- | ----------------- | ------------- | ------------- | ---------------- |
| China                | Keizer van China  | Zhou-dynastie | Zhou Jingwang | 519 - 476 v.Chr. |
| India (Magadha Rijk) | Koning            | Shishunaga    | Bimbisara     | 544 - 491 v.Chr. |
| Japan                | Keizer van Japan  |               | Itoku         | 510 - 475 v.Chr. |
| Perzische Rijk       | Koning van Perzië | Achaemeniden  | Darius I      | 522 - 485 v.Chr. |

## Europa
| Land      | Positie                 | Dynastie     | Machthebber                      | Tijdvak                   |
| --------- | ----------------------- | ------------ | -------------------------------- | ------------------------- |
| Athene    | Tiran                   |              | Clisthenes                       | 510 - 507 v.Chr.          |
| Ierland   | Hoge koning van Ierland | Leinster     | Meilge Molbthach                 | 523 - 506 v.Chr.          |
| Macedonië | Koning                  | Argeaden     | Amyntas I                        | 547 - 498 v.Chr.          |
| Rome      | Koning van Rome         |              | Tarquinius Superbus              | 534 - 509 v.Chr.          |
| Rome      | Consul                  | Ordinaris    | L. Iunius M.f. Brutus            | 509 v.Chr.                |
| Rome      | Consul                  | Ordinaris    | L. Tarquinius Collatinus         | 509 v.Chr.                |
| Rome      | Consul                  | Suffectus    | P. Valerius Volusi f. Publicola. | 509, 508, 507, 504 v.Chr. |
| Rome      | Consul                  | Suffectus    | Marcus Horatius M.f. Pulvillus   | 509, 507 v.Chr.           |
| Rome      | Consul                  | Suffectus    | Sp. Lucretius Tricipitinus       | 509                       |
| Sparta    | Koning van Sparta       | Agiaden      | Cleomenes I                      | 519 - 487 v.Chr.          |
| Sparta    | Koning van Sparta       | Eurypontiden | Demaratus                        | 515 - 491 v.Chr.          |